# Position classique
 (novembre 2011).
Si vous disposez d'ouvrages ou d'articles de référence ou si vous connaissez des sites web de qualité traitant du thème abordé ici, merci de compléter l'article en donnant les références utiles à sa vérifiabilité et en les liant à la section « Notes et références ».
En danse classique, il existe plusieurs positions classiques, cet article décrit les positions classiques des pieds ainsi que celles des bras.

## Position des pieds
Les positions classiques sont au nombre de six . Elles constituent des attitudes de départ avant un pas, un enchaînement, une figure. On en donne une brève description, quel que soit le degré d'ouverture des pieds. Chaque position est définie en fonction du rapport entre les deux talons, ou entre le talon d'un pied et la pointe de l'autre. À noter qu'en danse classique les pointes sont toujours dirigées vers l'extérieur.

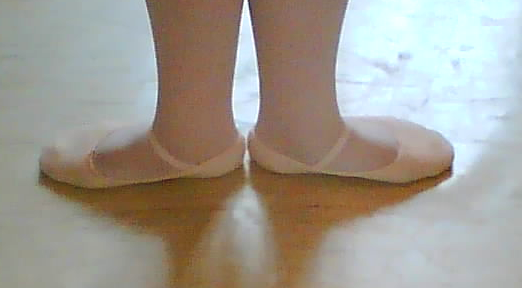
Première position : talons accolés, pieds sur la même ligne
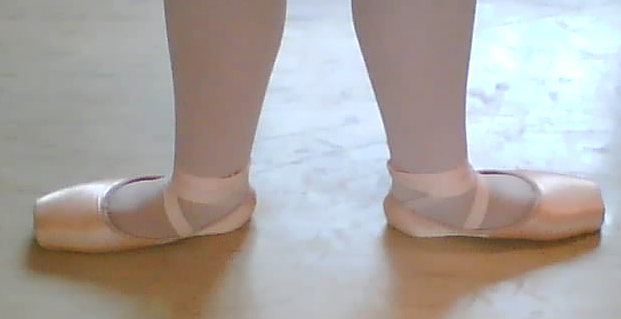
Deuxième position ou seconde : talons éloignés de la valeur d'un pied et demi, sur la même ligne
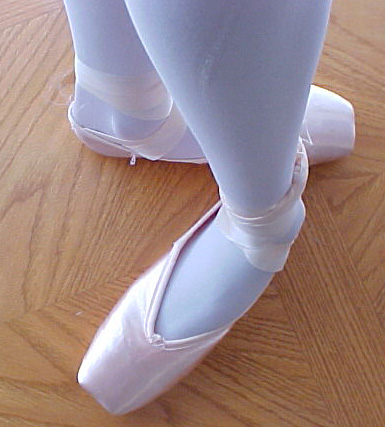
Troisième position :le talon du pied placé devant se place au milieu du pied de derrière.
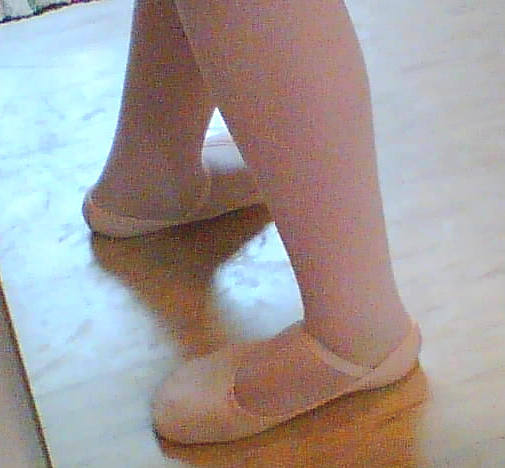
Quatrième position : les pieds sont écartés de la valeur d'un pied. On peut faire une 4e ouverte (les talons sont alignés) ou une 4e croisée (voir photo : le talon de devant est aligné avec les orteils du pied de derrière)
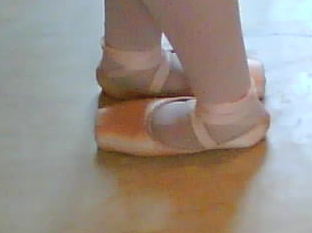
Cinquième position : talon avant contre la pointe du pied arrière, ici pied droit devant.

La réalisation de ces positions est à adapter pour chaque danseur, selon sa capacité à tourner ses jambes en dehors depuis les hanches. Un en-dehors forcé au niveau des pieds a des conséquences sur le placement du reste du corps, nuisible à la technique de la danse classique et nocif pour le corps, qui subit alors des torsions potentiellement douloureuses dans les genoux et les hanches en particulier.
Il existe une sixième définies par Serge Lifar :
- Sixième position : c'est une première, pieds parallèles

## Position des bras

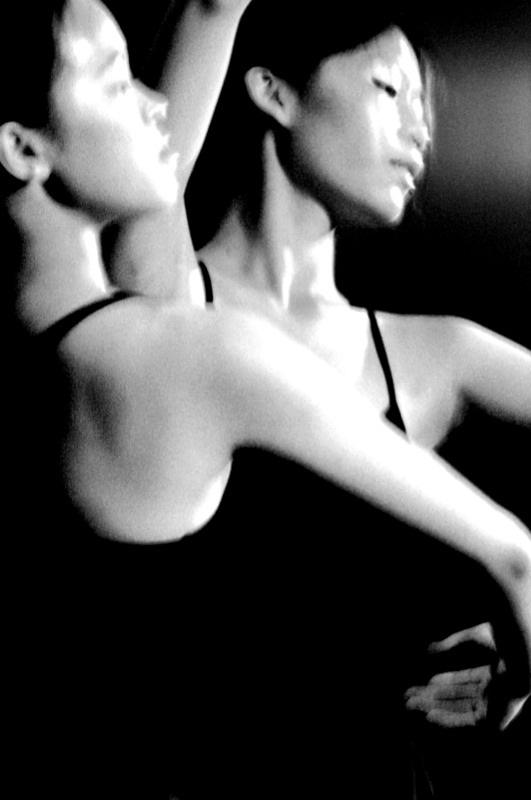
Position des bras dans la quatrième position dite « espagnole » de Cecchetti.

Il existe deux positions de base pour les bras. Dans l'une, le danseur garde les doigts des deux bras presque accolés afin de former un ovale avec des variantes possibles : soit touchant à peine les hanches soit au niveau du nombril ou encore au-dessus de la tête du danseur. Dans l'autre position, les bras sont allongés de part et d'autre du corps du danseur avec les coudes légèrement fléchis. Ces positions peuvent être combinées pour fournir d'autres positions dont les noms varient selon les écoles (française, Vaganova, Cecchetti, etc.)
Les descriptions qui suivent s'appliquent aux positions arrondies des bras. Les positions dites allongées sont obtenues en étirant les bras et en tournant les paumes vers le bas.
Méthode Vaganova ou de l'école russe :
- Bras bas. C'est la position préparatoire. Les deux bras sont dirigés vers le bas et forment un arrondi avec les mains en face des hanches, les doigts se touchant presque.
- Première position : tout en maintenant la forme arrondie des bras, ceux-ci sont élevés afin que l'extrémité des doigts soit dans l'axe du nombril ou au maximum dans l'axe de la xyphoïde.
- Deuxième position : les bras sont portés en dehors, inclinés vers le bas et en avant du tronc. Les paumes regardent en avant. Les coudes sont légèrement plus bas que les épaules et les poignets sont au niveau des coudes.
- Troisième position : Les bras sont incurvés comme dans la première position. Ils sont hissés au niveau et légèrement au devant de la tête.
- Cinquième position : tout en maintenant leur légère incurvation, les bras sont montés au-dessus et légèrement en avant de la tête. Les épaules doivent rester en position normale.
- sixième position: les bras préparatoire

Les combinaisons de ces différentes positions ont pour nom:
- Petite pose : Un bras est en deuxième position alors que l'autre est en première position.
- Grande pose : Un bras est en deuxième position et l'autre en troisième.

Méthode de l'école française : 
- Bras bas ou préparation : les bras forment un ovale avec les doigts presque jointifs. Les deux mains sont juste en face des hanches.
- Première position : tout en maintenant l'arrondi des bras, ces derniers sont élevés jusqu'à ce que l'extrémité des doigts se trouve en ligne avec le nombril, mains vers soi.
- Seconde position : les bras sont ouverts de côté, paumes des mains dirigées à l'oblique vers le sol. Les coudes sont légèrement plus bas que les épaules et les poignets légèrement plus bas que les coudes.
- Troisième position de préparation : un bras est en première position, l'autre en seconde position.
- Troisième position : un bras est en cinquième position, l'autre en seconde position.
- Quatrième position : un bras est en première position alors que l'autre est en cinquième position.
- Cinquième position ou couronne : Les deux bras sont dans la même position qu'en préparation, mais élevés au-dessus et légèrement en avant de la tête.

Méthode Cecchetti :
- Première position : Les deux bras décrivent un léger arrondi. Les doigts sont derrière les fesses de la ballerine, comme si elle tenait son tutu.
- Deuxième position : les bras sont en dehors du corps avec un angle en bas et en avant. Les paumes regardent en avant. Les coudes sont légèrement plus bas que les épaules. Les poignets sont légèrement plus bas que les coudes. Une position intermédiaire entre la première et la deuxième position porte le nom de demi-seconde.
- Troisième position : Un bras est en première position, l'autre en demi-seconde.
- Quatrième position : il en existe deux; quatrième en avant : un bras est en deuxième position, l'autre en cinquième en avant; quatrième en haut : un bras est en deuxième position, l'autre en cinquième position en haut.
- Cinquième position : lorsque les bras forment un ovale, ils sont dits en cinquième position. Il existe une cinquième position en bas; en avant (première position russe et française) et en haut (troisième position russe)